# مارلون (لاعب كرة قدم)
مارلون هو لاعب كرة قدم برازيلي في مركز الوسط، ولد في 26 فبراير 1990 في كوريتيبا في البرازيل. لعب مع نادي فورتاليزا.

## وصلات خارجية
- مارلون (لاعب كرة قدم) على موقع Soccerway.com (الإنجليزية)
- مارلون (لاعب كرة قدم) على موقع عالم كرة القدم.نت (الإنجليزية)